# Grzegorz Fijałek
Grzegorz Fijałek, né le 11 mai 1987 à Andrychów (Pologne), est un joueur de beach-volley polonais.

## Carrière

### Les débuts
Grzegorz Fijałek commence sa carrière professionnelle à l'âge de 17 ans, en 2004. Il s'associe  avec son compatriote Mariusz Prudel à partir de 2008.

### Le déclic de l'année 2014
Il gagne sa première médaille d'or sur le Circuit professionnel en juillet 2014. Associé à Mariusz Prudel, il remporte le Grand Chelem Transavia de La Haye, battant les Américains Phil Dalhausser et Sean Rosenthal en trois sets (21-18, 13-21, 15-13). Il a pour partenaire Michał Bryl depuis 2016.

## Palmarès

### Jeux olympiques d'été
- Quart-de-finaliste des Jeux olympiques de 2012 à Londres

### Championnats du Monde de beach-volley
- 5e place aux Championnats du monde FIVB 2011 à Rome, (Italie)

### Championnats d'Europe de beach volley
- Médaille de bronze aux Championnats d'Europe 2013 à Klagenfurt, (Autriche)

## Classement mondial
Avec Mariusz Prudel:
- 2008 - 46e.
- 2009 - 26e.
- 2010 - 9e.
- 2011 - 4e.